# ロベルト・オーチー
ロベルト・オーチー（Roberto Orci、1973年7月20日 - 2025年2月25日）は、メキシコ・メキシコシティ出身のテレビ・映画プロデューサー、脚本家である。

## 人物・来歴
1973年7月20日、メキシコの首都メキシコシティで、メキシコ人を父にキューバ人を母に生まれる。1983年、10歳のときにメキシコから家族で移住、アメリカ合衆国のテキサス州、同カリフォルニア州ロサンゼルスなどで育つ。テキサス大学卒業。おなじくハリウッドで脚本家・プロデューサーとして活動するJ・R・オーチーは、2歳下の弟である。
ハリウッドの映画界において、1995年、初めてテレビ映画の脚本でクレジットされる。以降、『スター・トレック』、『レジェンド・オブ・ゾロ』、『ミッション:インポッシブル3』、『トランスフォーマー』、『エイリアス』などにクレジットされている。オーチーは、FOXのJ・J・エイブラムス、アレックス・カーツマンとともに、テレビドラマ『FRINGE/フリンジ』を製作し、ヒットさせた。
『ハリウッド・リポーター』は、2007年のハリウッドで最も強力な50人のラティーノ（Latino Power 50）の1人に彼の名を挙げている。脚本家のメリッサ・ブレイクは妻である。
2025年2月25日、腎臓病との闘病の末、ロサンゼルスの自宅で死去。51歳没。

## フィルモグラフィ

### 映画
- アイランド The Island (2005) 脚本
- レジェンド・オブ・ゾロ The Legend of Zorro (2005) 原案・脚本
- ミッション:インポッシブル3 Mission: Impossible III (2006) 脚本
- トランスフォーマー Transformers (2007) 原案・脚本
- イーグル・アイ Eagle Eye (2008) 製作
- ウォッチメン Watchmen (2009) 脚本（ノンクレジット）[4]
- スター・トレック Star Trek (2009) 脚本・製作総指揮
- トランスフォーマー/リベンジ Transformers: Revenge of the Fallen (2009) 脚本
- あなたは私の婿になる The Proposal (2009) 製作総指揮
- カウボーイ & エイリアン Cowboys and Aliens (2011) 脚本・製作
- People Like Us (2012) 脚本・製作
- スター・トレック イントゥ・ダークネス Star Trek Into Darkness (2013) 脚本・製作
- グランド・イリュージョン Now You See Me (2013) 製作
- エンダーのゲーム Ender's Game (2013) 製作
- アメイジング・スパイダーマン2 The Amazing Spider-Man 2 (2014) 脚本・製作総指揮
- オール・ユー・ニード・イズ・キル Edge of Tomorrow (2014) 脚本
- グランド・イリュージョン 見破られたトリック Now You See Me 2 (2016) 製作

### テレビ
- Hercules: The Legendary Journeys (1995-1999) 脚本・製作総指揮
- ジーナ Xena: Warrior Princess (1995-2001) 脚本・製作総指揮
- Jack of All Trades (2000) 脚本・製作総指揮
- エイリアス Alias (2001-2006) 脚本・製作総指揮
- The Secret Service (2004) 脚本・製作・製作総指揮
- FRINGE/フリンジ Fringe (2008-2013) 脚本・企画・製作総指揮
- 超ロボット生命体 トランスフォーマー プライム Transformers: Prime (2010-継続中) 原作・製作総指揮
- HAWAII FIVE-0 Hawaii Five-0 (2010-継続中) 脚本・企画・製作総指揮
- SCORPION/スコーピオン Scorpion (2014-継続中) 製作総指揮